# Renato Rossini
Renato Aldo Rossini Valenzuela (Lima, 24 de octubre de 1970) es un actor y exmodelo peruano.

## Biografía
Rossini inició su carrera en la década de los noventa, en las producciones El ángel vengador: Calígula, Malicia, Obsesión y La noche. En 1997 participó en la telenovela Torbellino.
En 2001 tuvo el papel antagónico en la telenovela Soledad. Luego actuó en la telenovela peruano-venezolana Bésame tonto.
En 2004 protagonizó la telenovela Las noches de Luciana en Colombia y el siguiente año regresó al Perú para la telenovela Milagros. Una vez acabada las grabaciones de la tenenovela, viajó a Miami, en donde participó en La viuda de Blanco. En 2006 se mudó a Miami.
Rossini regresó por un tiempo al Perú en 2007 para protagonizar junto con Rossana Fernández-Maldonado la telenovela Un amor indomable. El siguiente año participó en Gabriel, junto con Chayanne, serie grabada en Miami.
En 2010 participó en el programa de telerrealidad El gran show; ese mismo año participó en la serie Los exitosos Gomes. El siguiente año tuvo una corta participación en Lalola.
En 2012 regresó a Miami para participar en Relaciones peligrosas, de Telemundo. En 2015 produce y actúa en Al filo de la ley, película de corte policial que cuenta con la participación de destacados actores peruanos.
En octubre de 2023, se anunció que será parte de la cuarta temporada de El gran chef famosos, donde participó junto con su hijo Renato Jr.

## Vida privada
Tiene dos hijos. Uno de ellos es Renato Jr., quien concursó en las temporadas cuarta y quinta de El gran chef famosos y actualmente participa en la duodécima edición argentina de Gran Hermano.

## Filmografía

### Televisión
- El ángel vengador: Calígula (1993), como Felipe Pipo Corrochano
- Malicia (1995), como Jaime
- Obsesión (1996), como Gonzalo Carella / Gringo
- La noche (1996), como Nicanor Nick Silva
- Torbellino (1997), como Claudio Cardigan
- Travesuras del corazón (1998-99), como Carlos Plaza
- María Emilia, querida (1999), como Rubén Colmenares
- Milagros (2000-01), como Juan Juanito Bermúdez Jr.
- Soledad (2001-2002), como Jorge Koki Bustamante
- Bésame tonto (2003), como Ricardo Escalante
- Las noches de Luciana (2004), como Joaquín Morales
- Decisiones (2005), varios episodios
- La viuda de Blanco (2006-07), como Fabio Huster
- Un amor indomable (2007), como Federico Campoy
- Gabriel, amor inmortal (2008), como padre Jorge
- El gran show (2010), concursante
- Los exitosos Gomes (2010), como Julián Saco / Esteban Paldini
- Lalola (2011), como Charlie Toro
- Relaciones peligrosas (2012), como Manuel Blanco
- VBQ: Empezando a vivir (2018), como Francisco Pastor Fon-Davis
- El gran chef famosos (2023), participante
- Súper Ada (2024) como Antonio «Tony» Begonia

### Teatro
- Hermanos de sangre (2000)
- La novia era él (2001)

### Cine
- Al filo de la ley (2015), como Vicente «Gringo» Ballota